# Acacia nilotica
La goma arábiga (Acacia nilotica) es una especie de Acacia nativa de África y del subcontinente indio. Actualmente también se ha convertido en una especie invasora que causa problemas en Australia.

## Hábitat
Es un arbusto o pequeño árbol natural de zonas tropicales de África al subcontinente indio. Crece desde Egipto a Mozambique y también se encuentra en el archipiélago de Zanzíbar, India y Arabia, creciendo preferentemente en terrenos secos, arenosos y desiertos en los que predomina el clima seco.

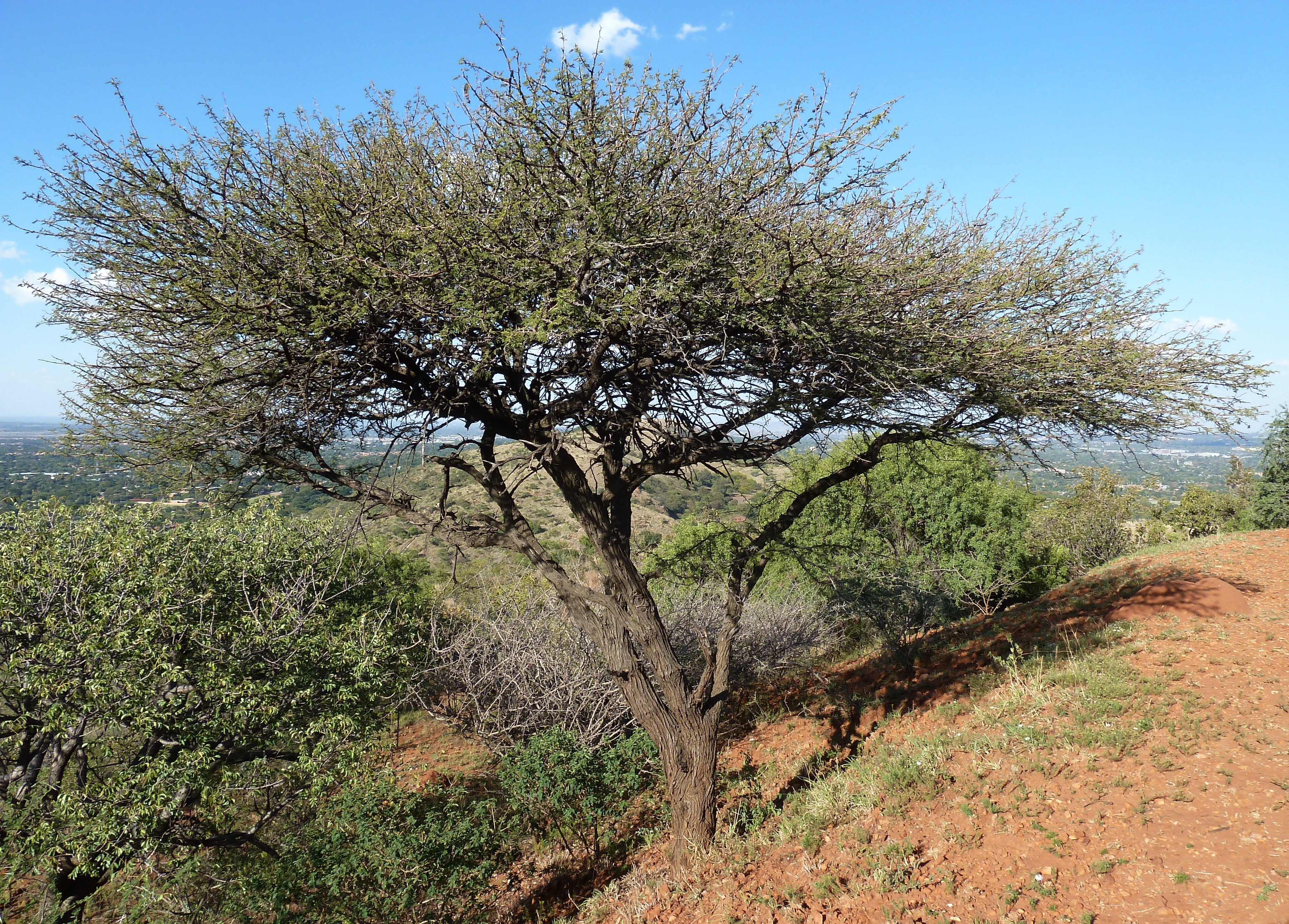
Vista del árbol

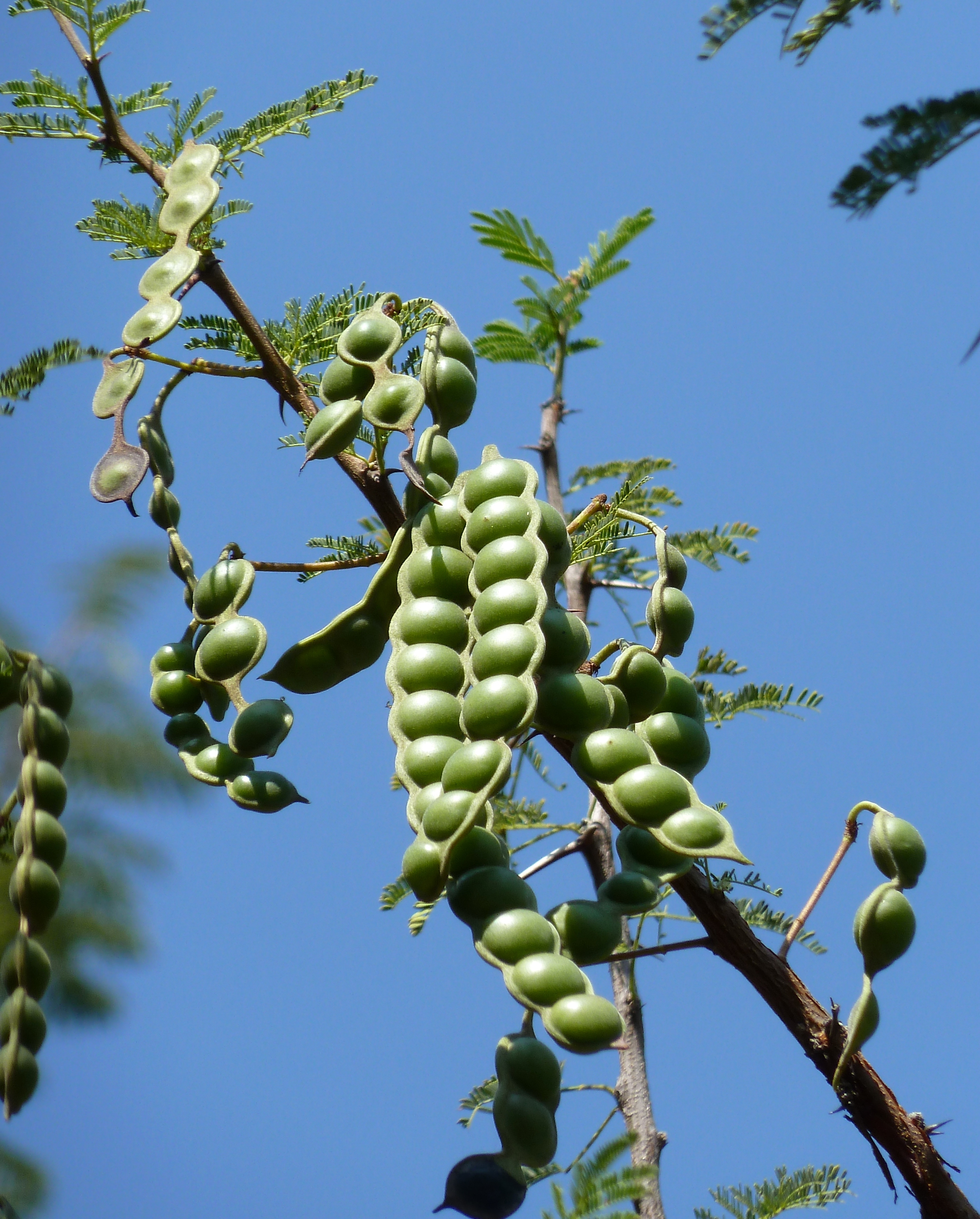
Frutos

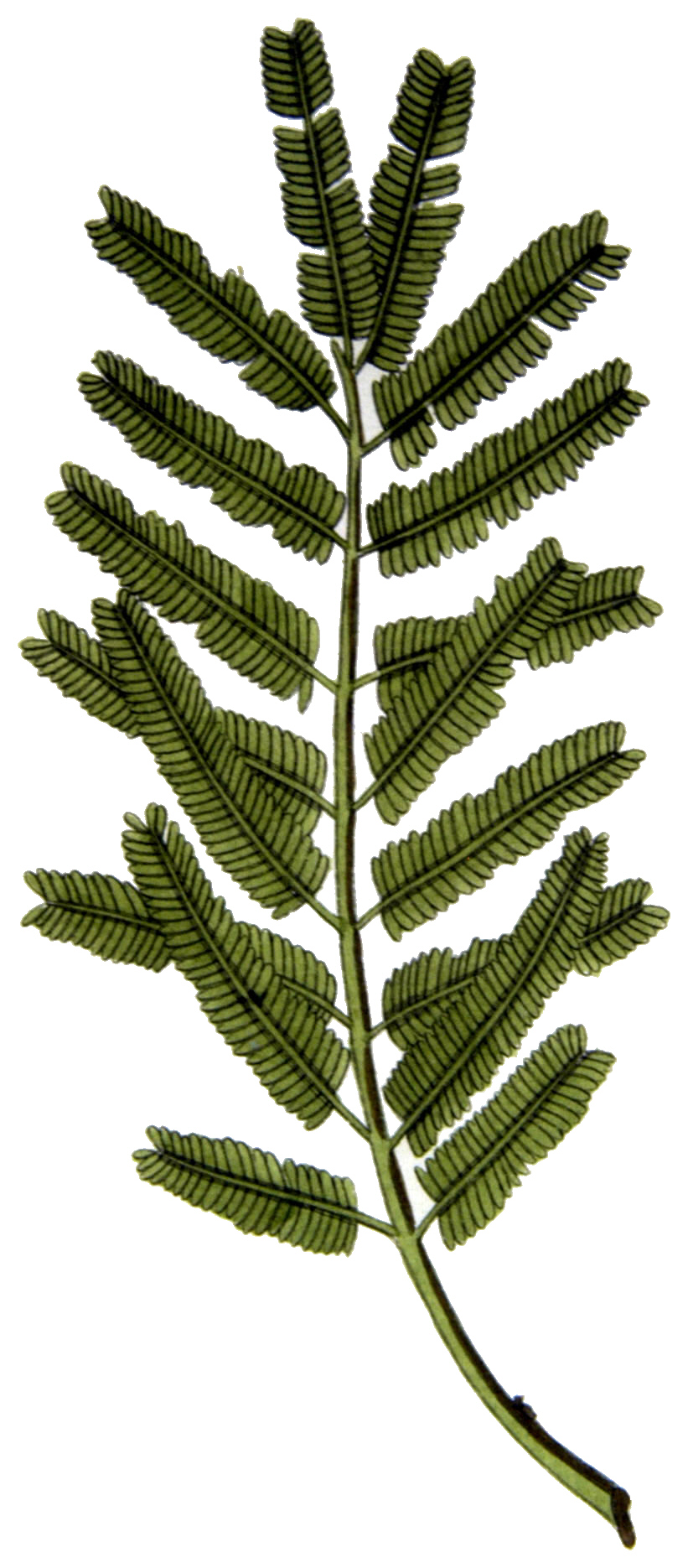
Hoja

## Características
Muy apreciado por la exudación gomosa de sus ramas que se produce en la parte interna de la corteza, de la que se obtiene la goma arábiga o jugo de acacia. Es un pequeño árbol con una copa densa y esférica, que alcanza los 5-8 metros de altura. El tallo y las ramas con la corteza agrietada que exuda resina gomosa. Las hojas son bipinnadas, con 3-6 pares de pínnulas y con foliolos agrupados apareados de ocho o diez en cada una. Las espinas punzantes aparecen de cuatro en cuatro. Las flores muy numerosas son de color amarillo oro, pedunculadas en cabezas globulares de 1,5 cm.

## Historia
Dioscórides dice la exótica acacia "la acacia nace en Egypto y es como un arbolillo espinoso, poblado de ramos que no se estienden derechos [...] De la goma se tiene aquella por la más excelente, que en la forma parece un gusano, y es translúcida como el vidrio y muy libre de astillas. Tienese por buena, después desta, la blanca, ansi como por inútil, la resinosa y muy sucia [...], aplicada con un huevo en forma de emplastro, no dexa salir las vexigas de las quemaduras del fuego". Andrés Laguna comenta: "la goma de la espina egyptia, la llama serapion goma arábiga, con la cual goma las donzellas se adornan ordinariamente las cencras. Esta goma cocida con cevada y deshecha es admirable remedio para deshazer las asperezas y empeynes de todo el cuerpo, y en especial de las manos". En África, los curanderos tradicionales consideran la goma como un poderoso tónico. Emplean una decocción para lavar úlceras y llagas, e incluso para la lepra, por vía interna, se utiliza en el tratamiento de la disentería y la diarrea. En Tanzania se emplea su raíz en el tratamiento de la gonorrea.

## Toxicidad
Las especies del género Acacia pueden contener derivados de la dimetiltriptamina y glucósidos cianogénicos en las hojas, las semillas y la corteza, cuya ingestión puede suponer un riesgo para la salud.

## Propiedades
- La goma arábiga se recoge después de la estación lluviosa, mediante incisiones en la corteza. La dosis normal es de dos a tres cucharadas al día.[3]
- Las ramitas de esta planta se utiliza como un cepillo de dientes en el sureste de África y la India.[5][6]

## Taxonomía
Acacia nilotica fue descrita por (L.) Delile y publicado en Description de l'Égypte, . . . Histoire Naturelle, Tom. Second 2(1): 79. 1813.
Etimología
Ver: Acacia: Etimología
nilotica: epíteto geográfico que alude a su localización en el Nilo.
Subespecies
- Acacia nilótica subsp. adstringens (Schum. & Thonn.) Brenan[8]
- Acacia nilótica subsp. cupressiformis
- Acacia nilótica subsp. hemispherica
- Acacia nilótica subsp. indica (Benth.) Brenan[9]
- Acacia nilótica subsp. kraussiana (Benth.) Brenan[9]
- Acacia nilotica subsp. leiocarpa Brenan[9]
- Acacia nilotica subsp. nilotica
- Acacia nilotica subsp. subalata (Vatke) Brenan[9]
- Acacia nilotica subsp. tomentosa (Benth.) Brenan[9][10]

Sinonimia: 
- Acacia arabica (Lam.) Willd.
- Acacia scorpioides W.Wight
- Mimosa arabica Lam.
- Mimosa nilotica L.
- Mimosa scorpioides L.[11]